# YoungStar Award
De YoungStar Award was een Amerikaanse film- en televisieprijs voor acteurs en actrices onder de 20 jaar. De prijzen werden jaarlijks uitgereikt van 1995 tot 2000. De prijzen werden uitgereikt door The Hollywood Reporter.
Enkele winnaars van de prijs waren Joseph Gordon-Levitt, Jason Schwartzman, Mara Wilson, Mila Kunis, Haley Joel Osment, Thora Birch, Brad Renfro, Frankie Muniz, Elijah Wood, Scarlett Johansson, Danielle Fishel, Christina Ricci en Kirsten Dunst.
Enkele genomineerden zijn Jake Gyllenhaal, Michelle Williams, Beverley Mitchell, Jessica Biel, Ryan Merriman, Rachael Leigh Cook, Gregory Smith, Mae Whitman, Hallie Kate Eisenberg, Lindsay Lohan, Cole and Dylan Sprouse, Ben Savage, Jonathan Taylor Thomas, Tahj Mowry, Julia Stiles, Larisa Oleynik en Tina Majorino.